# Dinosauří renesance

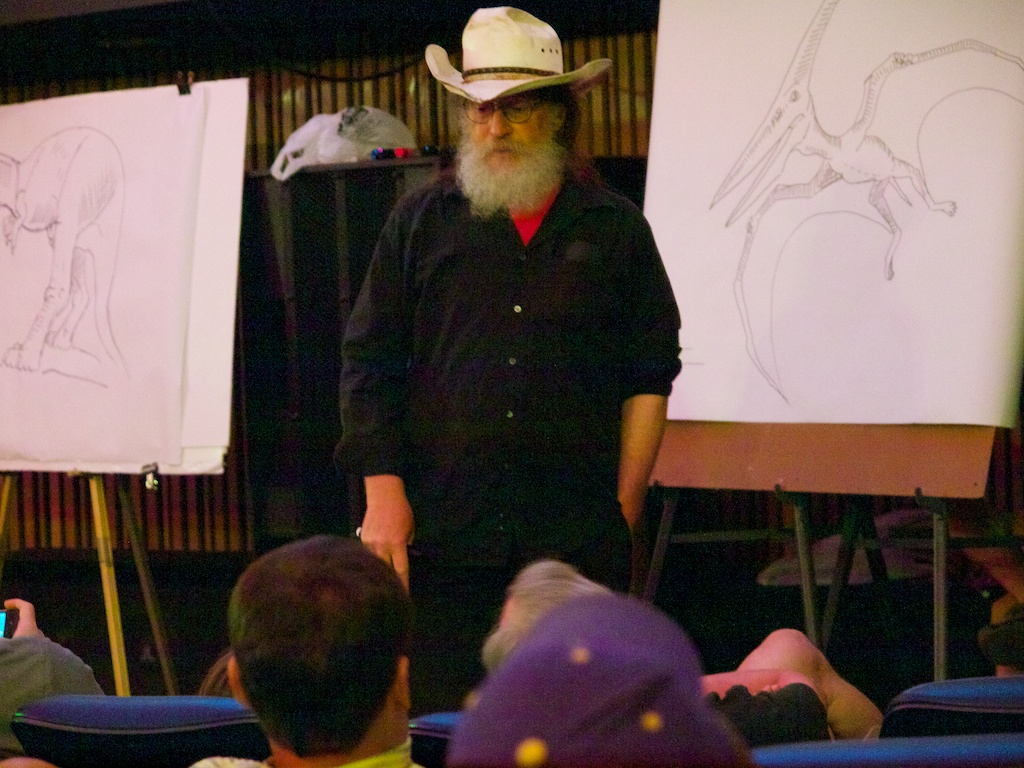
Robert T. Bakker při přednášce v roce 2011.

Dinosauří renesance (angl. Dinosaur renaissance) byla malá vědecká revoluce, která se odehrála v paleontologii obratlovců v průběhu konce 60. až 80. let 20. století. Jednalo se vlastně o jakési významné komplexní obnovení a obměnu pohledu na druhohorní dinosaury, kteří byli do té doby obecně vnímaní spíše jako vývojově primitivní a neúspěšné "omyly evoluce". Nové objevy a výzkumy (počínaje výzkumem dromeosauridního teropoda druhu Deinonychus antirrhopus Johnem Ostromem v roce 1969) však ukázaly, že dinosauři byli naopak velmi progresivní a úspěšnou skupinou obratlovců, která nikoliv náhodně dominovala pevninám naší planety po dobu zhruba 135 milionů let v průběhu celých geologických period jury a křídy (před 201 až 66 miliony let).

## Průběh

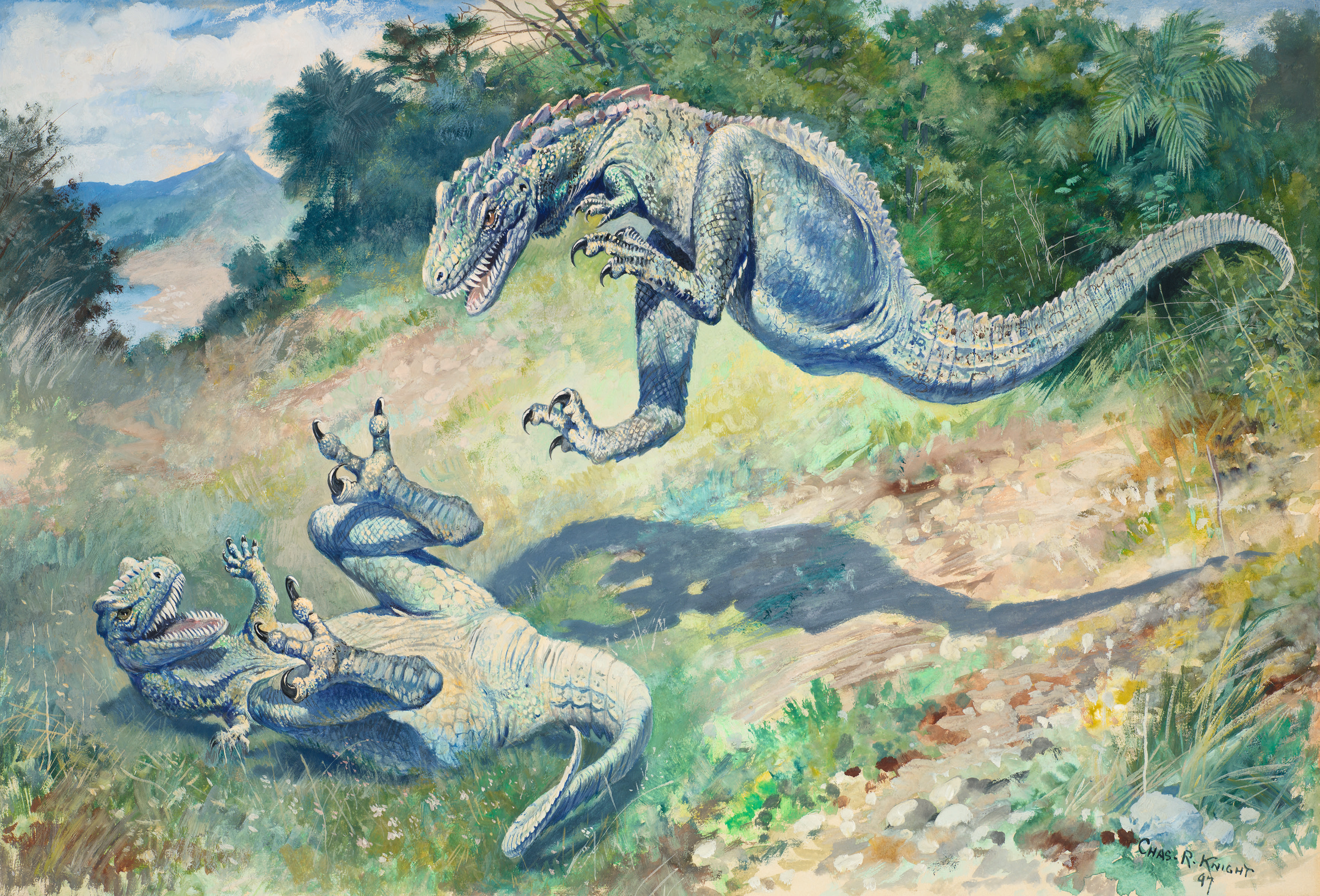
Jedna z prvních maleb, zachycujících dinosaury v dynamických pózách - Dryptosaurus ("Laelaps") od Charlese R. Knighta z roku 1897.

Na počátku této vědecké revoluce stál americký paleontolog John H. Ostrom (1928-2005) z Yale, který v roce 1964 na jihu Montany objevil a o pět let později popsal menšího raně křídového teropoda druhu Deinonychus antirrhopus. Srovnáním jeho fosilních kostí s kostmi bavorského "praptáka" archeopteryxe a současných ptáků dospěl k názoru, že ptáci jsou nepochybně blízcí příbuzní dinosaurů (dnes víme, že přímo z jedné skupiny teropodních dinosaurů vznikli), a že druhohorní "neptačí" dinosauři byli ve skutečnosti mnohem obratnější a rychlejší živočichové, než se mohlo dříve zdát. Na tyto myšlenky pak navázali další odborníci, zejména Ostromův student Robert T. Bakker (* 1945), dále Peter Galton, Gregory S. Paul a někteří další. V 80. letech tak již byla představa teplokrevných a ekologicky úspěšných dinosaurů pevně ustavena, jak dokazuje například Bakkerova kniha Dinosauří kacířství z roku 1986. Na to pak navázala i zobrazení dinosaurů v populární kultuře, například v románu a následně filmu Jurský park. V současnosti většinu hypotéz z tohoto období stále uznáváme a jsou pro ně nacházeny další fosilní důkazy (například tzv. opeření dinosauři).
V průběhu 70. let 20. století už se také v malbách druhohorních dinosaurů od českého výtvarníka Zdeňka Buriana projevují vlivem Dinosauří renesance rovněž nové trendy (pokročilejší anatomické ztvárnění v držení těla a končetin, pohyblivosti a dynamice apod.).